# 黃美棋
黃美棋（英語：Maggie Wong Mei-Ki，1989年8月25日—），曾是童星出身的香港女演員，1994年起為無綫電視經理人合約藝人至今。曾經在教育電視節目、《我和殭屍有個約會II》及《帝女花》等演出而受觀眾注目，更於電影《行運一條龍》飾演「小芬女」一角而為人所知。

## 早年經歷
黃美棋曾就讀於昔日位於將軍澳翠林邨的香港道教聯合會湯鄧淑芳紀念學校和寶覺中學（中一至中五），預科就讀於中華基督教會基協中學（2007年中六），中六期間曾經擔任該校學生會主席。另外曾參加過由民政事務局主辦的全港青年學藝演講比賽，獲得高中粵語組冠軍，以及“家庭崗位你有say”中學生辯論大賽，擔任正方主辯，於準決賽奪得最佳辯論員獎。黃亦曾獲第三屆西貢區傑出學生優勝盃。
1993年，黃美棋因在街頭被星探發掘而入行。在試鏡入圍並在初嚐拍攝廣告的經歷後，她在前輩指引下獲得電視劇拍攝的機會，首部拍攝的電視劇是在1994年TVB的《愛有眀天II》，在劇中飾演陳樂怡的一角，後在《刑事偵緝檔案》系列中也獲得出演機會。在電視圈初露頭角，年紀小小的她在片場深獲前輩和群星們的照顧，如特地買來糖果哄她，而當時她的幼嫩演技和聲沙成為其一大特點。在童星時期她向母親承諾在拍攝和讀書間會取得平衡，會兼顧學業，她把演戲視為讀書以外的一項課外活動。
1998年在周星馳電影《行運一條龍》中出演「小芬女」一角成為觀眾熱話，也因此獲得「小芬女」的綽號。2003年黃美棋於TVB電視劇《帝女花》中飾演童年長平公主，在此劇中她有頗多的戲份。她認為除了在劇中她的造型漂亮外，更能盡情發揮演技，並對古裝劇情有獨鍾。
拍畢《帝女花》後的兩至三年裡，她在電視螢幕上的曝光率大減，正就讀高中的她當時開始專注於會考而淡出娛樂圈。據黃美棋在電視專訪中憶述，其母親當時並不贊成她向娛樂圈發展，認為只能把之作為一項業餘的活動，黃本人也有意在長大後向商界方面發展。
在電影電視圈演出一段時間以後，黃美棋以學業為重決定息影，之後她遠赴美國留學，就讀於加州的聖莫尼卡學院（Santa Monica College），後來升讀加州大學柏克萊分校（University of California, Berkeley）。

### 回流香港
在美國唸書的暑假期間黃美棋偶然返回香港，某次與朋友外出消遣時所拍下的一張「激凸」身材照被上載到社交網站上並被網友廣泛流傳，黃美棋這名字逐漸在觀眾腦海中再次被喚起。在美國時她坦言喜歡看劇集和演戲，迴流香港後的一年裡她當上辦公室的市場文員，但對辦公室的乏味工作表示不感興趣，更隱暪家人秘密重返娛樂圈工作，後她說服家人她對演戲充滿興趣和熱忱，並決心要闖出一番事業。她自言有興趣演出「有型烈女」這類型的角色。
2011年，黃美棋畢業於柏克萊加州大學。翌年復出並加入香港電視網絡（HKTV），畢業於第一期香港電視藝員訓練班，成為香港電視旗下經理人合約女藝員。2014年她在電視劇《大眾情性》中首度擔任第二女主角。隨着港視不獲發免費電視牌照，她已於2015年1月約滿香港電視網絡，後於2017年8月重返無綫電視。
2021年4月，為無綫電視經理人合約藝人。 

## 感情生活
2024年4月6日，黃美棋與拍拖11年的男友鍾健威結婚。

## 軼事

### 用TVB Fun投票視帝視
2013年12月中，TVB的《萬千星輝頒獎典禮》，接受網民在TVB Fun投票，選出視帝視后。黃美棋在微博及Facebook呼籲網民前往投票，有網民指她身為香港電視網絡旗下藝人，這樣呼籲不甚妥當。
她隨後解釋：「有人覺得我不應該投票，但是其實我想話我投票是因為現在只有一個台有頒獎禮，我只是想透過一年一次的頒獎禮去支持我欣賞的演員，給他們一些肯定！不想因為他們是那個台而抹煞他們的努力！」
不過亦有網民指責她「騎牆」。而她眼光奇準，所投的黃子華及田蕊妮均成功獲獎。

### 姊妹反目
黃美棋與黃日華女兒黃芷晴同為香港電視網絡藝人，由於年齡相近，經常一起工作，感情良好。但在2014年11月中旬，有報導指黃美棋眼紅港視內的「星二代」有父蔭，更向「勁敵」黃芷晴放毒針，指芷晴借媽咪梁潔華患癌事件到處宣傳。
黃芷晴接受記者訪問時，承認聽過這些傳言，但形容可能是一個誤會。她解釋：「可能真是覺得是這樣，但我想靠自己實力，告訴別人我做得到，不再靠爹哋幫我。」
報導出街之後，黃美棋在微博寫道：「可以說的也說了，人家要無風起浪我也沒辦法！ 看淡一點點，生活快樂一點！ 我繼續我的生活，感謝在我身邊支持我，愛我的每一人！」她又公開回應說：「死貓我食慣，大家開心咪得囉！」
其後兩人在公開場合顯得「面阻阻」，關係大不如前。

## 政治相關
2014年雨傘革命期問，黃美棋在Facebook發言支持學生：「其實學生行出黎捍衛自己家園有咩錯？佢地已經被你地迫到埋個閘度，真係仲要用胡椒噴霧不停噴佢地咩？身無寸鐵真係要用所謂嘅適當暴力，呀，係「武力」搬走佢地咩？各位學生們，辛苦你們了！！感激你們為這個家所付出的一切！但要好好照顧自己，不要讓別人傷害你們！！我不想再看到你們受傷！」 黃美棋昨表示貼了圖就不會刪，又不擔心被內地封殺，她自嘲：「我地位咁低，排隊都未輪到我。」

## 演出作品

### 電視劇（無綫電視）
| 年份   | 片名                          | 角色                                   |
| 1994年 | 愛有明天II（單元劇）          | 陳樂怡                                 |
| 1995年 | 包青天                        | 孟如憶/孫小雅（童年）                  |
| 1995年 | 刑事偵緝檔案                  | 簡棠棠                                 |
| 1995年 | 刑事偵緝檔案II                | 簡棠棠                                 |
| 1995年 | 壹號皇庭IV                    | 殷芷傑（童年）                         |
| 1996年 | 有肥人終成眷屬                | 雷少娟                                 |
| 1997年 | 美味天王                      | 梁爽爽（童年）                         |
| 1998年 | 真情                          | 君君                                   |
| 1998年 | 天地豪情                      | 阿燕養女                               |
| 1998年 | 廉政行動1998 --「再見大龍鳳」 | 方韻怡                                 |
| 1998年 | 聊齋2--「陸判奇談」           | 丁小蓮                                 |
| 1998年 | 西遊紀2--「黑熊精夜盜袈裟」   | 女童（觀音化身）                       |
| 1999年 | 十三密殺令                    | 小桃（童年）                           |
| 2000年 | 撻出愛火花                    |                                        |
| 2000年 | 創世紀II天地有情              | 田寧長女                               |
| 2000年 | 碧血剑                        | 安小慧（童年）                         |
| 2001年 | 美麗人生                      | 郁䁱雅（童年）                         |
| 2001年 | 封神榜                        | 蘇妲己（童年）                         |
| 2001年 | 倚天屠龍記                    | 殷離（童年）                           |
| 2002年 | 七號差館                      | 孫敏華（童年）（在2011年於翡翠台播映） |
| 2002年 | 絕世好爸                      | 高玉怡（童年）                         |
| 2002年 | 談判專家                      | 簡潔（童年）                           |
| 2003年 | 帝女花                        | 長平公主（童年）                       |
| 2003年 | 洗冤錄II                      | 小昭                                   |
| 2003年 | 西關大少                      | 小菊（前周家婢女）                     |
| 2004年 | 一屋兩家三姓人                | 潘文英（神婆）                         |
| 2004年 | 陀槍師姐IV                    | 程莎莎                                 |
| 2004年 | 翡翠戀曲                      | 莫希兒（童年）                         |
| 2005年 | 老婆大人                      | 高希敏（童年）                         |
| 2005年 | 人間蒸發                      | 江輝支持者                             |
| 2005年 | 胭脂水粉                      |                                        |
| 2006年 | 樓住有情人                    | 徐芷羚（童年）                         |
| 2018年 | 救妻同學會                    | 丁嘉敏                                 |
| 2021年 | 陀槍師姐2021                  | 程莎莎                                 |
| 2021年 | 青年心城之撐起青春            | 晴                                     |
| 2021年 | 青春本我                      | 何家欣                                 |
| 2021年 | 十月初五的月光                | 香水店售貨員（第7集）                  |
| 2021年 | 愛上我的衰神                  |                                        |
| 2022年 | 鐵拳英雄                      |                                        |
| 2022年 | 愛·回家之開心速遞             | 美棋（第1513集）                       |
| 2022年 | 美麗戰場                      | Maggie                                 |
| 2022年 | 超能使者                      |                                        |
| 2023年 | 法言人                        | 蕭小英                                 |
| 2023年 | 你好，我的大夫                |                                        |

### 電視劇（亞洲電視）
| 年份   | 片名               | 角色           |
| 2000年 | 我和殭屍有個約會II | 朱瑪麗（Mary） |
| 2000年 | 美麗傳說           | 香子欣（童年） |
| 2000年 | 影城大亨           | 雷夢華（童年） |
| 2001年 | 非常好警           | 黃小媚         |
| 2001年 | 祖先開眼           | 童芷君（童年） |
| 2002年 | 親子情未了         | 年             |
| 2006年 | 香港奇案實錄       | 謝樂茵         |
| 2015年 | 大地遺孤           |                |

### 電視劇（香港有線電視）
| 年份   | 片名     | 角色               |
| 2007年 | 補習天后 | 補習社學生         |
| 2014年 | 大凶捕   | 鄧慧珊（電影製片） |

### 電視劇（香港電台）
| 年份   | 片名              | 角色   |
| 2000年 | 寫意空間          | 繆小貞 |
| 2001年 | 現代童話          | 鍾笑芝 |
| 2015年 | 賭海迷徒2015      | Amy    |
| 2015年 | 獅子山下2015第4集 | Maya   |

### 電視劇（香港電視）
| 年份   | 片名           | 角色                     | 備註                   |
| 2015年 | 我阿媽係黑玫瑰 | 鍾樂水（小女俠）         | 第四女主角             |
| 2015年 | 第二人生       | 朱敏儀（士多妹）（青年） | 客串第一女主角青年時代 |
| 2015年 | 導火新聞線     | 張燊蕊（Venus）          | 女配角/單元女主角      |
| 2015年 | 大眾情性       | 吳祖苗（Milk）/Nancy     | 第二女主角             |
| 2015年 | 歲月樓情       | 何美恩                   | 女配角                 |
| 2015年 | 還來得及再愛你 | 同學                     | 客串                   |

### 電影
| 年份   | 片名                        | 角色                   |
| 1995年 | 大冒險家                    | 客串                   |
| 1995年 | 玻璃鎗的愛                  | 客串                   |
| 1995年 | 搶閘媽咪                    | 客串                   |
| 1995年 | 香江花月夜                  | 梁靜兒（童年）         |
| 1996年 | 血腥Friday                  | 客串                   |
| 1996年 | 賭神3之少年賭神             | 細七（童年）           |
| 1997年 | 迴轉壽屍 單元：《最後晚餐》 | 珠女                   |
| 1997年 | 蜜桃成熟時1997              | 徐蜜桃（童年）         |
| 1998年 | 面青青有排驚                | 客串                   |
| 1998年 | 邪教檔案之末日風暴          | 客串                   |
| 1998年 | 風雲雄霸天下                | 孔慈（童年）           |
| 1998年 | 豹妹                        | 客串                   |
| 1998年 | 行運一條龍                  | 小芬女                 |
| 1999年 | 鬼片王之再現凶榜            | 客串                   |
| 1999年 | 灣仔12妹                    | 骨女                   |
| 2015年 | 小姐誘心                    | 威（馬志威飾）之前女友 |
| 2015年 | 我們停戰吧                  | 包彩兒（1992年）       |
| 2022年 | 忽然心動                    |                        |

### 演唱會
- 1995年 梅艷芳《一個美麗的迴響演唱會》與梅艷芳合唱〈歌之女〉

### 宣傳片
- 2011年《戀愛彈弓手追女一定要送LV、GUCCI嗎》

### MV作品
- 2014年：張智霖《你是如此難以忘記》

### 主持
亞洲電視
- 2001年：Teen Teen一百Fun
- 2014年－2015年：馬上全接觸

香港電台
- 2014年：兒童劇場

香港電視網絡
- 2014年－2015年：Shopping Hero

ViuTV
- 2016年：Come On Baby 第13集嘉賓
- 2017年：攝·太帥 主持

無綫電視
- 2018年：大灣區 活好D
- 2018年至今：流行都市
- 2019年：大灣區 活好D（第二輯）
- 2019年：香港美食一條街
- 2019年至今：後生仔傾吓偈
- 2019年：3日2夜（第三輯）
- 2019年至今：#一屋後生仔
- 2019年：美食一條街 順德篇
- 2020年：娛樂大家10點半
- 2021年-2022年：識貨2

### 港台節目
- 教育電視
- 2000年：寫意空間第十七集
- 2001年：現代童話第二集
- 2014年：生存之道
- 2014年：兒童劇場
- 2016年：辦公室生存之道

### 香港電視網絡節目
- 2014年：爆Talk 第17集嘉賓

### ViuTV節目
- 2016年：Come On Baby 第13集嘉賓

### 無綫電視節目
- 2018年：誇極限大挑戰
- 2018年：生活100錯
- 2018年：大玩特玩
- 2018年：美女廚房
- 2018年：流行都市
- 2018年：一帶一路一狀元
- 2018年：網購攻略＋big big shop感謝祭
- 2020年：衝上雲霄大選
- 2021年：煮場爭霸（第9集）
- 2023年：濠玩夏水禮
- 2023年：歡樂滿東華2023

### 廣告
- 2023年：機場管理局（與衛志豪合作）

### 其他
- 2011年：TVB兔年廣告：《團圓》